# ناحیه الشارف
ناحیه الشارف (به عربی: دائرة الشارف) یک ناحیه در الجزایر است که در استان جلفه واقع شده‌است.